# Ellenőr (folyóirat, 1927–1940)
Az Ellenőr kezdetben hetenként, majd kéthetenként megjelenő lap Kolozsvárt, a Kolozsvári Tükör (1912-20), majd Tükör (1922-23), ill. Vágóhíd (1924-27) folytatása. Saját megjelölése szerint politikai, társadalmi és közgazdasági lap, valójában üzleti jellegű riportlap. Felelős szerkesztője Tóth Sándor újságíró. 1940 szeptemberében szűnt meg.